# Pleasant Valley (Kalifornia)
Pleasant Valley önkormányzat nélküli település az USA Kalifornia államában, El Dorado megyében.